# Peter Kelamis
Peter Kelamis (nacido el 11 de diciembre de 1967) es un actor, doblador y cómico canadiense. Es conocido por interpretar al Dr. Adam Brody en Stargate Universe, Goku en los doblajes en inglés de la serie de televisión animada Dragon Ball Z, y Rolf en Ed, Edd y Eddy.

## Carrera
Algunas de sus apariciones en televisión fueron en Eureka, The Outer Limits, Corner Gas, Sliders, Stargate SG-1, Stargate Universe, The Sentinel, NCIS y The X-Files. Sus películas incluyen Happy Gilmore, Fear of Flying, I'll Be Home for Christmas, Best in Show, The Sport Pages: The Heidi Bowl, y Everything's Gone Green. También tuvo un papel recurrente en Beggars and Choosers.
Como actor de doblaje, reemplazó a Ian James Corlett como la voz de Goku en la copia de FUNimation/Saban de Dragon Ball Z, y también dio voz a Goku en los doblajes en inglés de las películas de Dragon Ball Z de FUNimation y Pioneer, Dead Zone, The World's Strongest, y The Tree of Might. Durante el año 2000, Kelamis retomó el papel en una copia producida por Westwood Media y AB Groupe para el Reino Unido. Lo dejó para perseguir otros proyectos, con Kirby Morrow dando voz a Goku por el resto de la producción. También ha dado voz al conocido Rolf en Ed, Edd y Eddy así como a Whiplash en Iron Man: Armored Adventures. Kelamis hizo la audición originalmente para interpretar a los Ed's, así como a los personajes masculinos en Ed, Edd y Eddy pero no consiguió los papeles. En cambio, fue confrontado por Danny Antonucci para interpretar al personaje de Rolf. También dio voz a Reaper en el videojuego Devil Kings así como proveer la voz de Byrne en la animación de CGI, Dreamkix.

## Filmografía

### Cine y televisión
| Año       | Título                                                       | Papel | Notas                                                                                  |
| --------- | ------------------------------------------------------------ | --- | -------------------------------------------------------------------------------------- |
| 1991–1995 | The Commish                                                  | Empleado, botones | Episodios: "Behind the Storm Door", "The Golden Years"                                 |
| 1993      | Sherlock Holmes Returns                                      | Terapeuta respiratorio |                                                                                        |
| 1993–1994 | Animated Classic Showcase                                    | Varios personajes |                                                                                        |
| 1994      | Sleeping with Strangers                                      | Fotógrafo |                                                                                        |
| 1994      | Hawkeye                                                      | Yves | Episodio: "The Siege"                                                                  |
| 1994–1996 | Hurricanes                                                   | Voces adicionales |                                                                                        |
| 1994–1998 | The X-Files                                                  | Asistente D.A. Daniel Costa, Papeles adicionales                                                                                            |                                                                                        |
| 1995      | Madison                                                      | Sr. Stand Up | Episodio: "House of Cards"                                                             |
| 1995      | Suspicious Agenda                                            | Fotógrafo de la policía |                                                                                        |
| 1995      | Sliders                                                      | Glenn | Episodio: "The Weaker Sex"                                                             |
| 1995      | The New Adventures of Madeline                               | Voces adicionales |                                                                                        |
| 1995–1996 | Strange Luck                                                 | David Benton |                                                                                        |
| 1996      | Happy Gilmore                                                | Caddie de Potter |                                                                                        |
| 1996      | Bliss                                                        | Vecino |                                                                                        |
| 1996      | For Hope                                                     | Escritor Uno |                                                                                        |
| 1997      | Jitters                                                      | Angelo |                                                                                        |
| 1997      | The Right Connections                                        | Tipo de ventas |                                                                                        |
| 1998      | The Sentinel                                                 | Ed Warner | Episodioː "Neighborhood Watch"                                                         |
| 1998      | Voyage of Terror                                             | Purser Jennings |                                                                                        |
| 1998      | The Net                                                      | Bobby | Episodio: "Deleted"                                                                    |
| 1998      | I'll Be Home for Christmas                                   | Conway el conductor de autobús |                                                                                        |
| 1999      | Can of Worms                                                 | Poli Intergaláctico (voz) |                                                                                        |
| 1999      | Roswell Conspiracies: Aliens, Myths and Legends              | Simon "Fitz" Fitzpatrick |                                                                                        |
| 1999–2009 | Ed, Edd y Eddy                                               | Rolf (voz) |                                                                                        |
| 2000      | Lion of Oz                                                   | Tog (voz) |                                                                                        |
| 2000      | Key the Metal Idol                                           | Shuichi Tataki (voz) |                                                                                        |
| 2000–2002 | Action Man                                                   | Ricky Singh-Baines (voz) |                                                                                        |
| 2000–2002 | What About Mimi?                                             | Herbert Finkle (voz) Lodeman (voz) Mr. Greely (voz) Voces adicionales                                                                       |                                                                                        |
| 2001      | Rudolph the Red-Nosed Reindeer and the Island of Misfit Toys | Foreman Elf (voz) |                                                                                        |
| 2001      | Barbie in the Nutcracker                                     | Pimm el murciélago (voz) |                                                                                        |
| 2002      | Stargate SG-1                                                | Dr. Brent Langham |                                                                                        |
| 2002      | Barbie as Rapunzel                                           | Otto (voz) Espadachín flaco (voz) |                                                                                        |
| 2002      | Super Duper Sumos                                            | Dr. Stinger (voz) |                                                                                        |
| 2002      | The Twilight Zone                                            | Lew Gallo | Episodio: "Dead Man's Eyes"                                                            |
| 2003      | Transformers: Go-Bots                                        | Mototron (voz) |                                                                                        |
| 2003      | G.I. Joe Spy Troops                                          | Polly (voz) |                                                                                        |
| 2003      | The Lizzie McGuire Movie                                     | Dr. Comito |                                                                                        |
| 2003      | Stargate SG-1                                                | Coyle Boron |                                                                                        |
| 2004      | ToddWorld                                                    | Pickle & Vark |                                                                                        |
| 2005      | Transformers Cybertron                                       | Wing Saber (voz) |                                                                                        |
| 2005–2006 | Krypto the Superdog                                          | Tail Terrier (voz) |                                                                                        |
| 2005–2008 | Being Ian                                                    | Mr. Greeble (voz) Conductor (voz) Pop Delivery Man (voz) Ivan (voz) Negative Team Leader (voz) Todd (voz) Kirk Cleftchin (voz) Cuppie (voz) |                                                                                        |
| 2005–2009 | Class of the Titans                                          | Granny Hercules (voz) Old Timer (voz) Orpheus (voz) Melampus (voz)                                                                          |                                                                                        |
| 2006      | Barbie in the 12 Dancing Princesses                          | Brutus (voz) Sentry #4 (voz) |                                                                                        |
| 2007      | George of the Jungle                                         | Narrador, Primo Larry (voz) |                                                                                        |
| 2008      | Bratz Baby Save Christmas                                    | Max (voz) Papá (voz) |                                                                                        |
| 2008      | GeoTrax                                                      | Capitán Jim (voz) | Episodio: "Flying Lesson"                                                              |
| 2009      | Ed, Edd y Eddy's Big Picture Show                            | Rolf (voz) |                                                                                        |
| 2009      | League of Super Evil                                         | Magenta (voz) Miss Johnson (voz) Mysterio Villaino (voz) Mr. Lee (voz)                                                                      |                                                                                        |
| 2009      | Iron Man: Armored Adventures                                 | Whiplash/Marc Scarlotti (voz) |                                                                                        |
| 2009–2011 | Stargate Universe                                            | Dr. Adam Brody |                                                                                        |
| 2010      | Dreamkix                                                     | Byrne (voz) Pierre Pierre (voz) Gazelle Captain (voz)                                                                                       |                                                                                        |
| 2010      | Barbie: A Fashion Fairytale                                  | Spencer (voz) |                                                                                        |
| 2010      | The Twisted Whiskers Show                                    | Dine (voz) |                                                                                        |
| 2011      | 50/50                                                        | Phil |                                                                                        |
| 2012      | Action Dad                                                   | Shortcut (voz) Prince Eyeball (voz) H.Q. Voice (voz) Alam Voice (voz) Director (voz) Computor (voz)                                         |                                                                                        |
| 2012      | Barbie: The Princess & the Popstar                           | Seymour Crider (voz) |                                                                                        |
| 2012      | The Cabin in the Woods                                       | Tipo Demo #1 |                                                                                        |
| 2012–2013 | Slugterra                                                    | Primo Pesto (voz) |                                                                                        |
| 2013      | Barbie & Her Sisters in A Pony Tale                          | Monsiur Philippe (voz) |                                                                                        |
| 2014      | Big Eyes                                                     | Tipo de Inmobiliaria |                                                                                        |
| 2014      | Barbie and the Secret Door                                   | Sniff (voz) |                                                                                        |
| 2015      | Dr. Dimensionpants                                           | Motho / Alien Referee | episodio 16b (s2e2b) "Motho's Boy"                                                     |
| 2015      | My Little Pony: Friendship Is Magic                          | Fashion Plate (voz) Big Daddy McColt, Hooffield Pony 1 (voz) Papá de Vapor Trail (voz)                                                      | Episodio: "Canterlot Boutique" Episodio: "Hooffields and McColts" Episodio: "Top Bolt" |
| 2015      | Barbie in Rock 'N Royals                                     | Eddie (voz) |                                                                                        |
| 2015      | Open Season: Scared Silly                                    | Serge (voz) | Reemplazando a Danny Mann                                                              |
| 2016      | When Calls the Heart                                         | Tobias Pope | Episodios: "Forever in My Heart", "Heartbreak"                                         |

### Videojuegos
| Año  | Título                               | Papel                     | Notas |
| ---- | ------------------------------------ | ------------------------- | ----- |
| 2004 | CSI: Miami                           | Ron Preston               |       |
| 2005 | Devil Kings                          | Akechi Mitsuhide / Reaper | Voz   |
| 2005 | Ed, Edd n Eddy: The Mis-Edventures   | Rolf                      | Voz   |
| 2006 | Scarface: The World Is Yours         | [NA]: {{{1}}}             |       |
| 2013 | Grand Theft Auto V                   | La población local        |       |
| 2013 | Disney Infinity                      | Randall Boggs             | Voz   |
| 2014 | Disney Infinity: Marvel Super Heroes | Randall Boggs             | Voz   |
| 2015 | Disney Infinity 3.0                  | Randall Boggs             | Voz   |

## Premios y nominaciones
- 2004 - Premio Video Premiere por Mejor Mejor Interpretación de Personaje Animado - Nominado
- 2007 - Premio Leo por Mejor Guion en un Programa de Variedades, Música, Comedia, o Serie - Ganado